# Ni-Neith
Ni-Neith (eigenlijk Hor-ni-Neith) was vermoedelijk een oud-Egyptische koning (farao) van de nulde dynastie tijdens de proto-dynastieke periode. Over zijn familie of zijn chronologische plaats in de koningslijsten is niets bekend.
Ni-Neith is slechts bekend uit twee inkrassingen op gebrande vazen, die uit het graf 257 in Helwan afkomstig zijn. De lezing van de naam is omwille van de slordige uitvoering problematisch. De Egyptologen Edwin van den Brink en Christiane Köhler zijn van een lezing als "Ni-Neith" overtuigd. Een precieze datering ontbreekt nog altijd.

## Noot
1. ↑  E. van den Brink - C. Köhler, Four Jars with Incised Serekh-Signs from Helwan Recently Retrieved from the Cairo Museum, in Göttinger Miszellen 187 (2002), p. 57, afb. 2.